# Mucropetraliella neozelanica
Mucropetraliella neozelanica är en mossdjursart som först beskrevs av Livingstone 1929.  Mucropetraliella neozelanica ingår i släktet Mucropetraliella och familjen Petraliellidae. Inga underarter finns listade i Catalogue of Life.